# میدان گازی آرش
میدان گازی آرش یا الدُرّه از میدان‌های گازی است که در شمال خلیج فارس قرار دارد. عربستان سعودی و کویت مدعی واقع شدن آن در منطقه بیطرف خود هستند در حالی که ایران نسبت به بخش شمالی این میدان ادعا دارد.

## ذخیره
ذخیره در جای گاز طبیعی میدان آرش ۲۰ تریلیون فوت مکعب و ذخیره نفت خام درجای این میدان نیز نزدیک به ۳۱۰ تریلیون بشکه برآورد می‌شود.

## اکتشاف
میدان آرش در سال ۱۳۴۶ توسط شرکت ژاپنی کشف AOC شد.

## مشکلات حقوقی
مرزهای دریایی ایران و کویت مشخص نیست. سال‌ها گفتگوی دو کشور برای ترسیم این مرزها بی‌نتیجه مانده است. برخی نمایندگان مجلس ایران از سهم ۴۰ درصدی ایران در این میدان حرف می‌زنند، در حالی که برخی رسانه‌ها آن را تا ۷۰٪ تخمین می‌زنند. از سوی دیگر، عربستان سعودی و کویت مرزهای مشترکشان را بر اساس پیمان العقیر ترسیم کرده‌اند و بر این موضعند که از حقوق انحصاری بر سر مالکیت میدان دره برخوردارند. برخلاف ایران و عربستان که از منابع غنی گازی برخوردارند، دره تنها میدان گازی غیرنفتی کویت است و برای این کشور اهمیت حیاتی دارد.
ایران از فرمول سهمیه‌های ویژه را برای این میدان و جذب سرمایه‌گذاری‌های مشترک را برای جلوگیزی از ورود به یک فرایند مذاکرات در خصوص تعیین مرزهای دریایی پیشنهاد کرده که در طرف سعودی گوش شنوایی پیدا نکرده است.
اختلاف از زمانی آغاز شد که ایران امتیاز دریایی را به شرکت نفت انگلیس و ایران اعطا کرد؛ در حالی که کویت این امتیاز را به شرکت رویال داچ شل اعطا کرد. این دو امتیاز در بخش شمالی میدان همپوشانی دارند که ذخایر گاز طبیعی آن ۲۲۰ میلیارد متر مکعب برآورد شده است.
نزدیک به ۴۰٪ محدوده میدان گازی آرش در آب‌های ایران قرار دارد. در سال‌های گذشته شرکت ملی نفت ایران برای تعیین میزان ذخایر درجای میدان گازی آرش یک حلقه چاه اکتشافی به نام «چاه شماره یک آرش» حفاری کرد.
در سال ۲۰۰۱ پس از آنکه ایران عملیات اکتشاف در میدان آرش را آغاز کرد کویت بلافاصله ایران را به شکایت در مجامع بین‌المللی تهدید کرد. پس از سفر امیر کویت به تهران در دوره محمد خاتمی، ایران فعالیت‌های اکتشافی را متوقف و از سکوی ساخته شده برای این میدان در میدان‌های دیگر استفاده کرد.
ایران بهره‌برداری از آن را در سال ۱۳۹۱ آغاز کرد.
در مارس ۲۰۲۲ کویت و عربستان سعودی قراردادی برای تقسیم منابع میدان گازی آرش امضا کردند که اعتراض ایران را برانگیخت. در پاسخ وزیر خارجه کویت اعلام کرد که میدان گازی آرش، یک میدان سه‌جانبه بین کویت، عربستان و ایران است. در ژوئن ۲۰۲۲ وزیر نفت ایران اعلام کرد که ایران به زودی بهره‌برداری از این میدان گازی را آغاز خواهد کرد.
شرکت‌های آرامکوی عربستان سعودی و نفت کویت یک شرکت مشارکتی برای توسعه این میدان تشکیل داده‌اند که برنامه دارد تا سال ۲۰۲۹ اولین گاز را از این میدان استخراج کند.